# マヌ・ジノビリ
マヌ・ジノビリ（Manu Ginobili）ことエマニュエル・ダビド・ジノビリ・マッカリ（Emanuel David Ginóbili Maccari、1977年7月28日 - ）は、アルゼンチンブエノスアイレス州出身の元バスケットボール選手。NBAのサンアントニオ・スパーズに16年間所属したフランチャイズ・プレイヤーで、その間に4回のNBAファイナル優勝に貢献。ユーロリーグ優勝、オリンピック金メダル、NBAチャンピオンのすべてを達成したのは、ビル・ブラッドリーとジノビリだけである。世界選手権でも銀メダル獲得しており、FIBAアメリカ選手権を加えれば4冠を達成している。2022年、バスケットボール殿堂入りを果たした。

## 生い立ち
ブエノスアイレス州バイアブランカ出身。バスケットボール一家に生まれ育つ。父親はバイアブランカのクラブでコーチをしており、兄弟はアルゼンチンやヨーロッパのクラブでプロ選手として活躍。彼自身も、アルゼンチンのプロリーグで活躍するようになる。

## プロデビュー
1998年、イタリアのセリエAに渡り、2002年までプレーした。この間に1999年のNBAドラフトでサンアントニオ・スパーズから2巡目57位で指名 されている。しかしこの時点ではすぐに契約をせず、その後セリエAのヴィルトゥス・ボローニャで2年間プレーしている。2000-01シーズン、ボローニャにてセリエA優勝、さらにユーロリーグを制し、ジノビリはMVPを獲得。セリエAでも2シーズン連続でMVPを獲得している。2008年3月に、ユーロリーグ史上の偉大な50人の貢献者の1人に撰ばれた。

## NBA
2002–03シーズン、スパーズでデビュー。レギュラーシーズンは、2002年の世界選手権で起こした右足首の捻挫の影響もあり先発は5試合にとどまったが、開幕戦のロサンゼルス・レイカーズ戦では、積極的なディフェンスでスティールを連発し、レイカーズのリズムを狂わせ、開幕戦勝利に大きく貢献するなど、攻守両面でNBAファンや関係者を驚かせる活躍を見せ、オールルーキー2ndチームに選出された。プレーオフでもコンスタントな活躍を見せNBAファイナルに進出。ニュージャージー・ネッツを倒し、ルーキーイヤーにして早くもNBA優勝を経験した。
2003–04シーズンは、スパーズのスターターとして成長。しかしプレーオフでは、2回戦ロサンゼルス・レイカーズに敗れた。その後ジノビリはアテネオリンピックにアルゼンチン代表としてプレーし、悲願の金メダルを獲得した。ユーロリーグ優勝、NBA優勝、オリンピック金メダルを個人で同時に達成したのはビル・ブラッドリー以来2人目であった。
金メダルの勢いに乗ったまま2004–05シーズンに入る。ジノビリは自己最高の平均16得点を記録し、自身初のNBAオールスターに選出される。2005年1月21日、フェニックス・サンズとの対戦でレギュラーシーズンキャリアハイとなる48得点を記録したその後、スパーズはプレーオフに進出。スティーブ・ナッシュの活躍で一躍優勝候補に躍り出たフェニックス・サンズ、そして、イースタンカンファレンスを制し、2連覇に挑んだデトロイト・ピストンズを次々に破り、2年ぶりの王座奪還を果たす。NBAファイナルMVPには大黒柱のティム・ダンカンが選ばれたが、「ジノビリこそMVP」という専門家も多く､アルゼンチンのメディアは､当然の如くこの決定に不服を唱えていた。しかしながら、オリンピックMVPにNBAチャンピオンと、ジノビリのキャリアの中でも1番の輝きを放つシーズンになった。

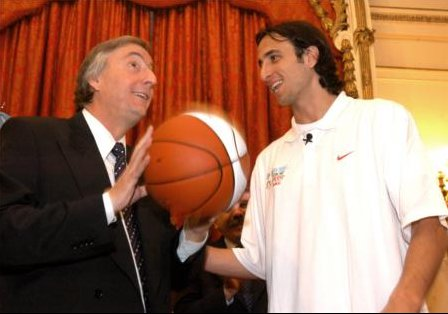
2003年の優勝後、アルゼンチン大統領ネストル・キルチネル（当時）と会見するマヌ・ジノビリ

2005–06シーズンは右足首打撲、足部挫傷、右足首捻挫と3度の右足に関わる怪我もあり、昨シーズンよりも数字を落とすが、オフに獲得したベテラン、マイケル・フィンリーやニック・ヴァン・エクセルのプレーや、急成長を遂げたトニー・パーカーの活躍でバックコート陣の層は大幅に厚みを増し、スパーズはチーム記録となる63勝を挙げた。プレーオフでは2回戦、ダラス・マーベリックスに敗れている。
2006–07シーズン、ジノビリはシックスマンへと転向。スターター級のジノビリがベンチに控えることは相手チームにとっては脅威となり、本来個人技が得意なジノビリに「行き詰った試合の流れを変える」というシックスマンの仕事はうってつけであった。前シーズンの不調から復活したジノビリはこのシーズンのシックスマン賞の投票で2位となった。スパーズは彼の活躍もあって4回目のファイナルを制覇。自身は、3つ目のチャンピオンリングを手に入れた。

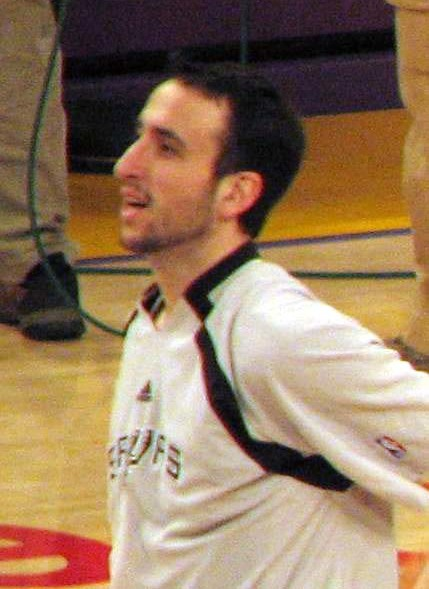
2007-08シーズンのジノビリ

2007–08シーズンはベンチからの出場ながら、1試合平均平均で19.5得点はティム・ダンカン超えのチームハイであった。その活躍が評価されシックスマン賞を受賞。出場時間も先発メンバーと同じ様に長く、特に重要な局面ではスタメンを差し置いてエースとして活躍した。NBA3rdチームに選ばれた。2月13日のクリーブランド・キャバリアーズとの対戦でキャリアハイとなる8本の3ポイントを決めた。プレーオフ一回戦フェニックス・サンズ戦で左足首負傷。カンファレンス決勝のロサンゼルス・レイカーズ戦ではその怪我の影響で力が出し切れず敗因となった。
2008–09シーズンもシックスマンとしてプレーしスターターと同格の成績を残したが､昨シーズンプレーオフで負傷し、北京オリンピックで、さらに悪化した左足首の関節鏡視下手術を9月に受けたことと、右腓骨に疲労反応が出たことの影響で出場試合は自己最低の44試合に終わった。
プレーオフは、右の腓骨の疲労骨折で欠場し、チームが1回戦敗退を喫したことで、ジノビリの重要性をより大きく認知される結果となった。
2009–10シーズンは、トニー・パーカーの怪我により、先発出場が僅かながら増え、平均アシストがキャリア最高の4.9となったが、平均得点は平凡な数字に終わった。プレーオフでは1回戦のダラス・マーベリックス戦で鼻骨を骨折しながらもプレーを続け、 スパーズを2回戦へと進めた。2回戦のフェニックス・サンズ戦も、出場を続けたが、チームがかみ合わず、スイープされる屈辱を味わった。

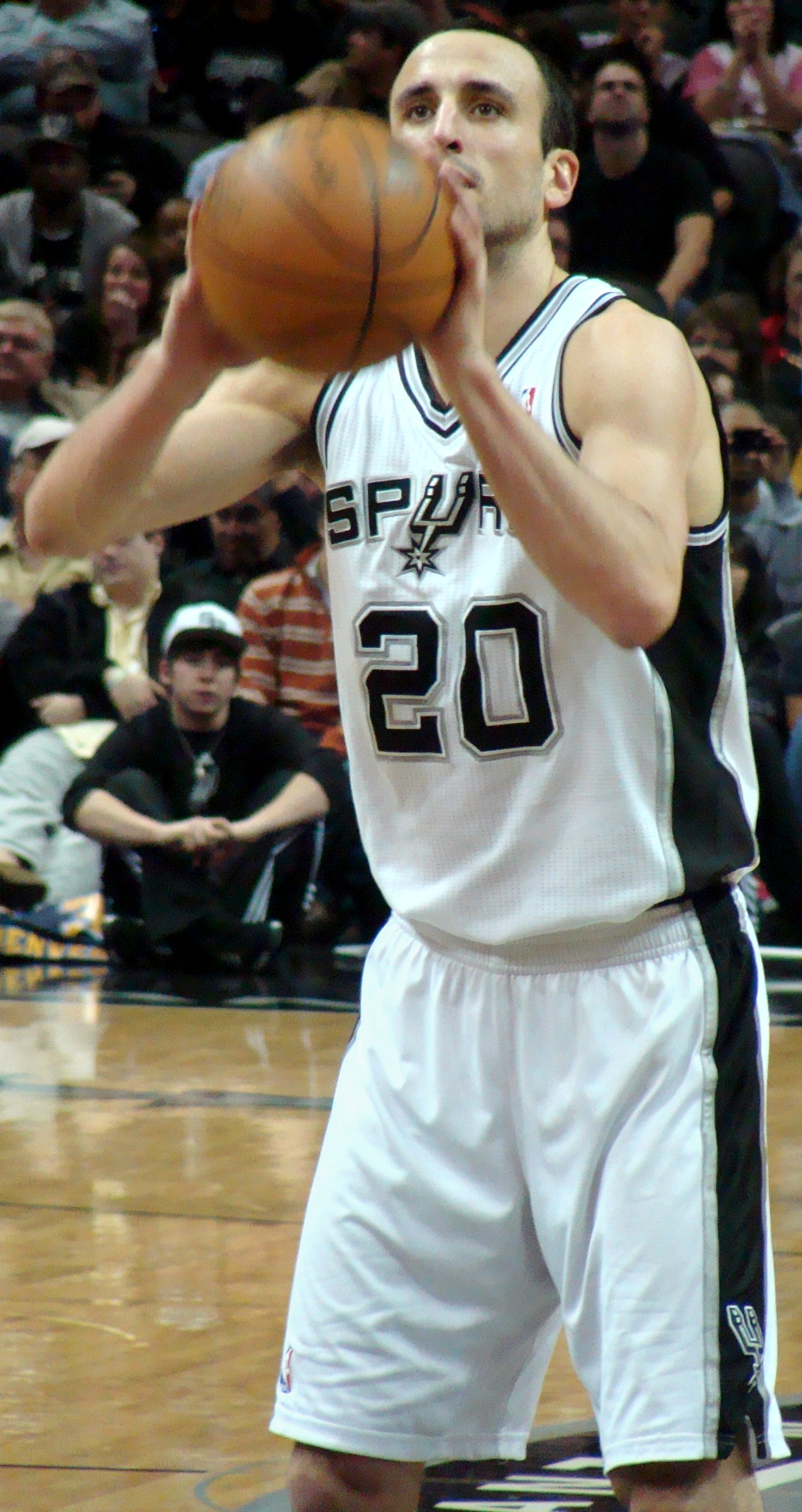
2010年

2010–11シーズンでは、ティム・ダンカンの体力的衰えが見え始めたことと、リチャード・ジェファーソンの活躍範囲が限定されていたことで、チームはジノビリ、パーカーを中心に据える試合展開へと変更し、ほとんどの試合で先発出場した。また、自身2度目のNBAオールスターに出場し、7得点5アシスト3スチール3リバウンドと活躍した。前年に続き平均アシストがキャリア最高の4.9となり、2000年代最高の勝率を記録し第1シードでプレーオフに進出した。しかし、ジノビリは、右肘を負傷しプレーオフ初戦を欠場し、次戦からも万全な状態でプレーすることができず、そのためスパーズは1回戦で、第8シードのメンフィス・グリズリーズに敗れる屈辱を味わった。
2011–12シーズンでは、開幕5試合目のミネソタ・ティンバーウルブズ戦で、左手小指の中手骨を骨折し、回復を早めるため手術を受けたが、約5週間、23試合を休場した。また復帰後、尻の屈筋を痛め、休みがちな時期が続き、安定したプレーとなったのはチームが38試合を消化した辺りからであった。ロックアウトによる短縮されたシーズンであったため36試合出場にとどまったが、フィールドゴール成功率、3ポイント成功率ともにキャリアハイであった。
2012–13シーズンでは、大きな故障はなく60試合に出場したが、年齢的な衰えか、ショットの精度が落ち、得点も大きく落とした。2013年3月1日のサクラメント・キングスとの対戦でキャリアハイとなる15アシストを記録。プレーオフでも往年の活躍ができず、久々の優勝のチャンスを逃す一因となってしまった。ファイナル終了後には引退を示唆していたが、スパーズと2年間の契約延長を行った。
2013–14シーズンは前年から一転、シックスマン投票第3位となる活躍を見せ、チームの高い勝率に貢献した。また、カンファレンスセミファイナルにおいてプレーオフ通算出場試合数が殿堂入り選手のラリー・バード、ビル・ラッセルを上回った。ファイナルでは第1戦で16得点11アシスト3スティールを記録し、ファイナルゲームでベンチスタートから15得点10アシスト以上をあげた歴代初のプレーヤーとなる など好調を維持し、チームもマイアミ・ヒートを4勝1敗で下して自身4度目の優勝を果たした。
2014–15シーズンは、チームはNBA初の16年連続50勝以上を記録するも、ウェスタンカンファレンス6位に終わり、更にプレーオフも1stラウンド敗退に終わり、ジノビリ自身も引退の噂が絶えなかったが、2015年6月28日に復帰か引退の判断は、自身がコラムを執筆しているアルゼンチンのラ・ナシオン誌に公表すると語っている。7月5日に現役続行をツイートし、7日、コラムに心境を語るとともに、2年570万ドルの契約に合意。2016年7月3日、もう1年現役を続行することを決意し、14日に1年1400万ドルで契約を延長。同時にフィラデルフィア・76ersが提示した2年3000万ドルのオファーを断ってまでスパーズで引き続きプレーすることを選んだことも報じられた。2016–17シーズンは自己最低の平均7.5得点で終了。2017年5月23日のプレーオフ・カンファレンスファイナルのゴールデンステート・ウォリアーズ戦の第4戦では、シーズン初の先発出場で15得点と奮闘するも、115-129で敗れ、プレーオフ敗退が決まり、ジノビリがベンチに下がる時にはAT&Tセンターのファンから大声援を受けた。試合後の記者会見でジノビリは、自身の去就については「これからじっくりと考える」と明言を避けていたが、7月に入り、母国の英雄ディエゴ・マラドーナが、「彼はまだプレーすることを望んでいる」と、ジノビリが現役続行を望んでいることを仄めかした。そして18日に正式に現役続行を表明し 8月24日に2年500万ドルで再契約した。
2017–18シーズン、11月3日のシャーロット・ホーネッツ戦で通算1000試合出場を達成した。この試合の勝利で1,000試合出場到達時の勝利数は728となり、NBAでの最高記録となった。2位はトニー・パーカーの718勝、3位はスコッティ・ピッペンの715勝、4位はティム・ダンカンの707勝である。
2018年4月22日のプレーオフ1stラウンド、ホーム2戦目となるゲーム4で、フィジカルなディフェンスと3ポイント攻勢で103-90で勝利し、。この勝利で、ジノビリとトニー・パーカーは、コンビとしてプレーオフ勝利数を132として、NBA最多勝利デュオとなった。2位はティム・ダンカンとパーカーの131勝、3位はティム・ダンカンとジノビリの126勝、4位はコービー・ブライアントとデレク・フィッシャーの123勝、5位はマイケル・ジョーダンとスコッティ・ピッペンの117勝。
2018年8月27日、自身のTwitterで引退を表明。
2018年10月30日、スパーズは、2019年3月28日にジノビリの背番号20を永久欠番にすると発表した。
2021年9月25日、スペシャルアドバイザーとしてスパーズのフロントに入閣した事が発表された。

## アルゼンチン代表
ジノビリは1998年にアテネにて開催された世界選手権で代表デビューし、アルゼンチン代表の中心選手として活躍してきた。それまで国際大会はアメリカ合衆国が支配してきたが、2002年にインディアナポリスで開催された世界選手権のグループリーグ2次リーグでアメリカ代表を87-82で破り、同国代表の連勝記録を52で止める原動力となり、準優勝に導くなど、ジノビリの成長と共にアルゼンチン代表は世界トップクラスのナショナルチームとなっていった。
2004年アテネオリンピックでは、サンアントニオ・スパーズのティム・ダンカンが代表として、グレッグ・ポポヴィッチがアシスタントコーチとして参加していたアメリカ代表を準決勝で破り、決勝ではイタリア代表を退け、金メダルを獲得。19.3得点、3.3アシストは共にチームハイで、大会MVPとなった。ちなみに初戦のセルビア・モンテネグロ戦では、残り0.7秒で決勝ブザービーターを決めている。2008年の北京オリンピックでは開会式の入場行進で旗手を務めた。準決勝でジノビリは負傷し敗れたものの、銅メダルを獲得した。
その後2012年にはロンドンオリンピックにも出場。2014年に代表からの引退を表明したものの、2016年に入り、同年開催のリオデジャネイロオリンピックに出場している。

## スパーズ・ビッグスリー
ティム・ダンカン、トニー・パーカーとともに、スパーズのビッグスリーであり、トリオ通算レギュラーシーズン試合数、通算勝利数、通算プレーオフ試合数、通算勝利数の全てでNBA歴代1位である。

## 個人成績

### NBAレギュラーシーズン
| シーズン | チーム | GP    | GS  | 勝  | 敗  | 勝率 | MPG  | FG%  | 3P%  | FT%  | RPG | APG | SPG | BPG | TO  | PPG  |
| -------- | ------ | ----- | --- | --- | --- | ---- | ---- | ---- | ---- | ---- | --- | --- | --- | --- | --- | ---- |
| 2002–03  | SAS    | 69    | 5   | 50  | 19  | .725 | 20.7 | .438 | .345 | .737 | 2.3 | 2.0 | 1.4 | .2  | 1.4 | 7.6  |
| 2003–04  | SAS    | 77    | 38  | 53  | 24  | .688 | 29.4 | .418 | .359 | .802 | 4.5 | 3.8 | 1.8 | .2  | 2.1 | 12.8 |
| 2004–05  | SAS    | 74    | 74  | 53  | 21  | .716 | 29.6 | .471 | .376 | .803 | 4.4 | 3.9 | 1.6 | .4  | 2.3 | 16.0 |
| 2005–06  | SAS    | 65    | 56  | 51  | 14  | .785 | 27.9 | .462 | .382 | .778 | 3.5 | 3.6 | 1.5 | .4  | 1.9 | 15.1 |
| 2006–07  | SAS    | 75    | 36  | 56  | 19  | .746 | 27.5 | .464 | .396 | .860 | 4.4 | 3.5 | 1.5 | .4  | 2.1 | 16.5 |
| 2007–08  | SAS    | 74    | 23  | 51  | 23  | .689 | 31.0 | .460 | .401 | .860 | 4.8 | 4.5 | 1.5 | .4  | 2.3 | 19.5 |
| 2008–09  | SAS    | 44    | 7   | 32  | 12  | .727 | 26.8 | .454 | .330 | .884 | 4.5 | 3.6 | 1.5 | .4  | 2.0 | 15.5 |
| 2009–10  | SAS    | 75    | 21  | 46  | 29  | .613 | 28.7 | .441 | .377 | .870 | 3.8 | 4.9 | 1.4 | .3  | 2.1 | 16.5 |
| 2010–11  | SAS    | 80    | 79  | 61  | 19  | .763 | 30.3 | .433 | .349 | .871 | 3.7 | 4.9 | 1.5 | .4  | 2.0 | 17.4 |
| 2011–12  | SAS    | 34    | 7   | 28  | 6   | .824 | 23.3 | .526 | .413 | .871 | 3.4 | 4.4 | .7  | .4  | 1.6 | 12.9 |
| 2012–13  | SAS    | 60    | 0   | 45  | 15  | .750 | 23.2 | .425 | .353 | .796 | 3.4 | 4.6 | 1.3 | .2  | 2.2 | 11.8 |
| 2013–14  | SAS    | 68    | 3   | 52  | 16  | .765 | 22.8 | .469 | .349 | .851 | 3.0 | 4.3 | 1.0 | .3  | 2.0 | 12.3 |
| 2014–15  | SAS    | 70    | 0   | 47  | 23  | .671 | 22.7 | .426 | .345 | .721 | 3.0 | 4.2 | 1.0 | .3  | 2.2 | 10.5 |
| 2015–16  | SAS    | 58    | 0   | 47  | 11  | .810 | 19.6 | .453 | .391 | .813 | 2.5 | 3.1 | 1.1 | .2  | 1.7 | 9.6  |
| 2016–17  | SAS    | 69    | 0   | 51  | 18  | .739 | 18.7 | .390 | .392 | .804 | 2.3 | 2.7 | 1.2 | .2  | 1.4 | 7.5  |
| 2017–18  | SAS    | 65    | 0   | 39  | 26  | .600 | 20.0 | .434 | .333 | .840 | 2.2 | 2.5 | .7  | .2  | 1.6 | 8.9  |
| Career   | Career | 1,057 | 349 | 762 | 295 | .721 | 25.4 | .447 | .369 | .827 | 3.5 | 3.8 | 1.3 | .3  | 2.0 | 13.3 |

| シーズン | チーム | GP | GS | 勝 | 敗 | 勝率 | MPG  | FG%  | 3P%  | FT%  | RPG | APG | SPG | BPG | TO  | PPG |
| -------- | ------ | -- | -- | -- | -- | ---- | ---- | ---- | ---- | ---- | --- | --- | --- | --- | --- | --- |
| All-Star | West   | 2  | 0  | 1  | 1  | .500 | 21.5 | .363 | .000 | .833 | 3.0 | 3.0 | 2.0 | .5  | 2.5 | 7.5 |

### NBAプレーオフ
| シーズン | チーム | GP  | GS | 勝  | 敗 | 勝率 | MPG  | FG%  | 3P%  | FT%  | RPG | APG | SPG | BPG | TO  | PPG  |
| -------- | ------ | --- | -- | --- | -- | ---- | ---- | ---- | ---- | ---- | --- | --- | --- | --- | --- | ---- |
| 2003     | SAS    | 24  | 0  | 16  | 8  | .667 | 27.5 | .386 | .384 | .757 | 3.8 | 2.9 | 1.7 | .4  | 1.5 | 9.4  |
| 2004     | SAS    | 10  | 0  | 6   | 4  | .600 | 28.0 | .447 | .286 | .818 | 5.3 | 3.1 | 1.7 | .1  | 2.1 | 13.0 |
| 2005     | SAS    | 23  | 15 | 16  | 7  | .696 | 33.6 | .507 | .438 | .795 | 5.8 | 4.2 | 1.2 | .3  | 2.9 | 20.8 |
| 2006     | SAS    | 13  | 11 | 7   | 6  | .538 | 32.8 | .484 | .333 | .839 | 4.5 | 3.0 | 1.5 | .5  | 2.5 | 18.4 |
| 2007     | SAS    | 20  | 0  | 16  | 4  | .800 | 30.1 | .401 | .384 | .836 | 5.5 | 3.7 | 1.6 | .2  | 2.1 | 16.7 |
| 2008     | SAS    | 17  | 6  | 9   | 8  | .529 | 32.9 | .422 | .373 | .896 | 3.8 | 3.9 | .6  | .3  | 2.8 | 17.8 |
| 2009     | SAS    | 0   | 0  | 0   | -  | -    | -    | -    | -    | -    | -   | -   | -   | -   | -   | -    |
| 2010     | SAS    | 10  | 10 | 4   | 6  | .400 | 35.2 | .414 | .333 | .866 | 3.7 | 6.0 | 2.6 | .2  | 3.0 | 19.4 |
| 2011     | SAS    | 5   | 5  | 2   | 3  | .400 | 34.8 | .443 | .321 | .780 | 4.0 | 4.2 | 2.6 | .6  | 2.6 | 20.6 |
| 2012     | SAS    | 14  | 2  | 10  | 4  | .714 | 27.9 | .448 | .338 | .857 | 3.5 | 4.0 | 0.7 | .3  | 2.6 | 11.5 |
| 2013     | SAS    | 21  | 3  | 15  | 6  | .714 | 26.7 | .399 | .302 | .738 | 3.7 | 5.0 | 1.1 | .3  | 2.5 | 11.5 |
| 2014     | SAS    | 23  | 0  | 16  | 7  | .696 | 25.5 | .439 | .390 | .862 | 3.3 | 4.1 | 1.6 | .1  | 2.3 | 14.3 |
| 2015     | SAS    | 7   | 0  | 3   | 4  | .429 | 18.7 | .349 | .364 | .783 | 3.4 | 4.6 | .6  | .9  | 2.0 | 8.0  |
| 2016     | SAS    | 10  | 0  | 6   | 4  | .600 | 19.2 | .426 | .429 | .783 | 2.7 | 2.5 | .8  | .3  | .7  | 6.7  |
| 2017     | SAS    | 16  | 1  | 8   | 8  | .500 | 17.8 | .412 | .225 | .739 | 2.4 | 2.4 | 1.0 | .1  | 1.8 | 6.6  |
| 2018     | SAS    | 5   | 0  | 1   | 4  | .200 | 21.4 | .405 | .333 | .818 | 3.0 | 3.2 | 1.4 | .2  | 1.4 | 9.0  |
| Career   | Career | 218 | 53 | 135 | 83 | .619 | 27.9 | .433 | .358 | .817 | 4.0 | 3.8 | 1.3 | .3  | 2.2 | 14.0 |

### ユーロリーグ
| シーズン | チーム                   | GP | GS | MPG  | FG%  | 3P%  | FT%  | RPG | APG | SPG | BPG | PPG  |
| -------- | ------------------------ | -- | -- | ---- | ---- | ---- | ---- | --- | --- | --- | --- | ---- |
| 2000–01† | ヴィルトゥス・ボローニャ | 22 | 20 | 29.7 | .445 | .291 | .778 | 4.1 | 2.0 | 2.9 | .3  | 15.2 |
| 2001–02  | ヴィルトゥス・ボローニャ | 22 | 22 | 28.4 | .450 | .340 | .778 | 3.8 | 3.0 | 2.5 | .3  | 15.9 |
| Career   |                          | 44 | 42 | 29.1 | .448 | .315 | .778 | 4.0 | 2.5 | 2.7 | .3  | 15.5 |

## タイトル・受賞
- イタリアリーグ 
  - イタリアリーグ優勝：2001
  - イタリアカップ優勝：2001, 2002
  - ユーロリーグ優勝：2001
  - ユーロリーグMVP：2001
  - 2008年、ユーロリーグ史上の偉大な50人の貢献者に選出
- NBA
  - NBAチャンピオン：2003, 2005, 2007 ,2014
  - NBAオールスター選出：2005,2010
  - NBAシックスマン賞：2008
  - オールNBA3rdチーム：2008
  - オールNBA3rdチーム：2011

## キャリアハイ記録
- キャリアハイ得点 : 48 (2005年1月21日、対クリーブランド・キャバリアーズ)
- キャリアハイアシスト : 15 (2013年3月1日、対サクラメント・キングス)
- キャリアハイリバウンド : 15 (2008年2月11日、対トロント・ラプターズ)
- キャリハイスティール : 8 (2008年1月23日、対ロサンゼルス・レイカーズ

## その他
- ジノビリはイタリア系移民の血統である。また、母国語のスペイン語の他に英語、イタリア語も流暢に話すことができる。
- 趣味はサーフィン、インターネット、ラテン音楽、映画鑑賞など。
- 2004年に結婚し、2010年に、ダンテとニコラの双子男児の父親となった。[25]2014年には、３人目の息子ルカが誕生した。